# 马亚诺
马亚诺（義大利語：Majano），是意大利乌迪内省的一个市镇。总面积28平方公里，人口6098人，人口密度217.8人/平方公里（2009年）。ISTAT代码为030053。